# Duaenhor
Duaenhor war ein Prinz der altägyptischen 4. Dynastie. Er war vermutlich ein Sohn des Wesirs Kawab und dessen Frau Hetepheres II. und somit ein Enkel von Pharao Cheops.

## Sein Grab

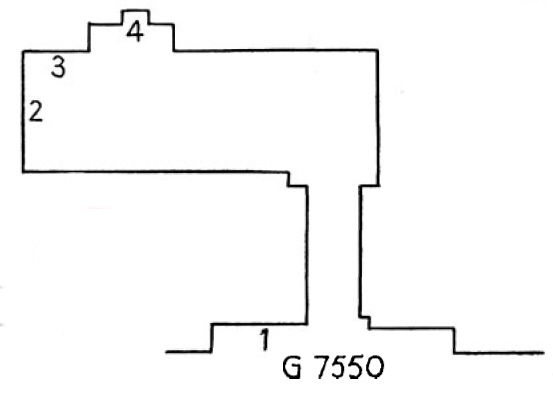
Grundriss des Grabes G 7550

Duaenhor gehört die Mastaba G 7550 auf dem Ostfriedhof der Cheops-Pyramide, wo er wahrscheinlich während der Regierungszeit des Mykerinos bestattet wurde. In der Opferkapelle wurden eine Scheintür und Bruchstücke zweier Reliefs gefunden, von denen das eine den Verstorbenen zusammen mit seiner Familie und das andere eine Opfertischszene zeigt.